# Sestola
Sestola es un municipio situado en el territorio de la provincia de Módena, en Emilia-Romaña, Italia.

## Demografía
| Gráfica de evolución demográfica de Sestola entre 1861 y 2001 |
|                                                               |
| Fuente ISTAT - elaboración gráfica de Wikipedia               |